# BBC Knowledge (satelitní kanál)
BBC Knowledge je satelitní kanál BBC, respektive BBC Worldwide. Vysílá od roku 2007.

## Historie
BBC Knowledge byl poprvé spuštěn v červenci 2007 v Singapuru na platformě mio TV. Následně byl spuštěn v Hongkongu v říjnu 2007 a v Polsku na platformě Cyfrowy Polsat v prosinci 2007. Následně by spuštěn v dalších zemích.

## Program
Kanál vysílá dokumenty, zábavní a aktuální pořady, které jsou rozděleny do pěti zón:
- The World objevuje nové kultury napříč světem
- Science & Technology objevuje nové hranice, od vesmíru až po automobilismus
- People objevuje aspekty lidského těla a mysli
- The Past přínáší historické události, místa a lidi
- Business informuje o novinkách ze světa byznysu

BBC Knowledge vysílá pořady jako například Top Gear, Zázračná planeta a další.